# Günter Rohrmoser
Günter Rohrmoser (* 29. November 1927 in Bochum; † 15. September 2008 in Stuttgart) war ein deutscher Sozialphilosoph. Er zählte zur Ritter-Schule und war Hochschullehrer an der Universität Hohenheim.

## Leben
Günter Rohrmoser war Sohn eines Schriftsetzers, dessen Vorfahren als Salzburger Exulanten in Ostpreußen Heimat fanden. Am 8. Februar 1944 beantragte er die Aufnahme in die NSDAP und wurde zum 20. April desselben Jahres aufgenommen (Mitgliedsnummer 9.786.562). Von 1947 bis 1954 studierte er Philosophie, Theologie, Geschichte, Germanistik und Nationalökonomie an den Universitäten Münster – bei Joachim Ritter, Carl Heinz Ratschow, Alfred Müller-Armack – und Tübingen.
1954 wurde er an der Universität Münster bei Benno von Wiese mit der Arbeit Kritische Erörterungen zu Gundolfs Shakespeare-Bild unter den Kategorien der Geschichte und der Person promoviert.
1961 habilitierte er sich an der von Ludwig Landgrebe geführten Philosophischen Fakultät der Universität zu Köln mit der Schrift über Subjektivität und Verdinglichung, Theologie und Gesellschaft im Denken des jungen Hegel. Bis 1976 war er ordentlicher Professor für Philosophie an der Pädagogischen Hochschule Münster sowie Honorarprofessor an der Universität zu Köln.
Nachdem der Versuch der SPD, ihn als Professor auf den Kölner Lehrstuhl für Philosophie zu berufen, am Widerstand der CDU gescheitert war, wechselte er 1976 auf den Lehrstuhl für Sozialphilosophie an der Universität Hohenheim, der auf Initiative des Ministerpräsidenten Hans Filbinger für Rohrmoser eingerichtet worden war. Daneben lehrte er bis zum Sommer 1996 Politische Philosophie an der Universität Stuttgart.
Die Schwerpunkte seiner Arbeit lagen auf den Gebieten der Religionsphilosophie, der Philosophie des Politischen und der Theorie der Gesellschaft.
Rohrmoser war verheiratet. Er hatte mit seiner Ehefrau, die vor ihm verstarb, zwei Kinder, die kurz nach der Geburt verstarben. Er wurde in der Nähe seines Wohnortes auf dem Ostfilderfriedhof in Stuttgart-Sillenbuch beerdigt.

## Politisches Wirken
Rohrmoser war mit Peter von Oertzen Mitglied in der Marxismus-Kommission der Studiengemeinschaft der Evangelischen Akademien, vielfacher Referent der Evangelischen und Katholischen Akademien (u. a. Bad Boll, Baden, Bayern, Berlin, Hamburg, Hofgeismar, Tutzing), Vizepräsident des Studienzentrums Weikersheim. SPD-Bundesgeschäftsführer Peter Glotz schätzte seine Beiträge in der SPD-Grundwertekommission, sein Referat beim Tübinger Forum (mit Johano Strasser, moderiert von Herta Däubler-Gmelin) wurde mit großer Zustimmung aufgenommen. Rohrmoser war Mitarbeiter in der deutsch-skandinavischen Gesellschaft für Religionsphilosophie. Der Lutheraner Rohrmoser wurde 1981 von Papst Johannes Paul II. empfangen.
Zusammen mit Iring Fetscher wurde er von der sozial-liberalen Bundesregierung in die Kommission zur Erforschung der geistigen Ursachen des Terrorismus berufen. In diesem Zusammenhang besuchte er auch den als RAF-Terroristen inhaftierten Horst Mahler, der vom späteren Bundeskanzler Gerhard Schröder beim Verfahren zur Wiederzulassung als Anwalt vertreten wurde. Mahler und Schröder besuchten später gemeinsam Rohrmoser in Stuttgart. Auf der Feier zu Rohrmosers 70. Geburtstag am 1. Dezember 1997 hielt Horst Mahler eine Rede, über die der Sozialwissenschaftler und Publizist Alfred Schobert in der Jungle World berichtete.

## Publizistisches Wirken
Rohrmoser trat zudem als Feuilletonist und Interviewpartner hervor, u. a. von Die Welt, Rheinischer Merkur, Badische Zeitung, Evangelische Kommentare, Evangelisches Gemeindeblatt, IDEA Spektrum, Catholica, Junge Freiheit, Stuttgarter Zeitung, Stuttgarter Nachrichten, MUT, Zeit-Fragen und der inzwischen eingestellten Criticón. Die Mitteilungen und Kurzkommentare der Gesellschaft für Kulturwissenschaft veröffentlichten regelmäßig seine Zeitanalysen. 1987 und 1988 war Rohrmoser mehrfacher Referent für die CAUSA Deutschland e. V. In den Jahren zwischen 1981 und 1998 war Rohrmoser vielfacher Referent bei der SPD.
Rohrmoser war auch Mitbegründer des Vereins „Die Wende“, der regelmäßige Publikationen mit Artikeln von ihm herausgab.

## Spätere Positionen
Nach seiner Beratertätigkeit für Franz Josef Strauß und Hans Filbinger galt Rohrmoser als christlich-konservativer Sozialphilosoph, der den Konservatismus im Umkreis der CDU geistig begründen wollte. Im September 2006 erschien von Rohrmoser Konservatives Denken im Kontext der Moderne. Andererseits wurde Rohrmoser als „fachkundiger, über den ideologischen Fronten stehender Analytiker“ und „leidenschaftlicher Liberaler“ bezeichnet. Christoph Butterwegge (2001) zählt Rohrmoser zu den nationalkonservativen Theoretikern der Bundesrepublik.
Rohrmoser war der Meinung, dass ein russischer Konservatismus, der sich etwa 2006 in Gewalttaten gegen Schwule niederschlug, nützlich gegen eine liberale Dekadenz sei. Er sagte, er wolle zwar nicht „frohlocken“, dass Volker Beck, „dem Hauptvertreter des deutschen Schwulentums“, im Mai 2006 beim Moscow Pride ins Gesicht geschlagen und er verletzt wurde, glaube aber, dass Russland dadurch 100.000 neue Freunde dazugewonnen habe, weil es ein Land sei, das „Wir wollen es nicht“ sage und auch danach handle.

## Philosophische Verortung
Sein Werk Das Elend der kritischen Theorie (übersetzt u. a. ins Japanische) ist eine Metakritik der „Frankfurter Schule, insbesondere Marcuse, Adorno, Horkheimer und Habermas“, aus der „Sorge, dass die Emanzipation auch zu einer Destruktion der Freiheit führen kann“. Seine Werke Der Ernstfall – Die Krise unserer liberalen Republik und Neues konservatives Denken als Überlebensimperativ (zusammen mit Anatolij Frenkin) wurden ins Russische übersetzt.

## Würdigungen

### Russland 1996
Die Russische Akademie der Wissenschaften hat ihn 1996 als ersten deutschen konservativen Philosophen eingeladen, seine Werke diskutiert und ihm ein Symposium gewidmet. 1997 widmete sie ihm ein Kapitel in der Anthologie der größten politischen Denker der Welt.

### Laudatio zum 70. Geburtstag
Eine Laudatio zu seinem 70. Geburtstag am 1. Dezember 1997 hielten Wjatscheslaw Stjopin, Direktor des Instituts für Philosophie der Russischen Akademie der Wissenschaften und Ehrendoktor der Universität Karlsruhe, Christof Zernatto (ÖVP), damaliger Landeshauptmann von Kärnten; der evangelische württembergische Landesbischof i. R. Hans von Keler sowie der vormals radikal Linke Horst Mahler, der später Mitglied der NPD werden sollte. Mahler erklärte Deutschland in seiner Laudatio auf Rohrmoser zu einem „besetzten Land“, das sich von der „Schuldknechtschaft“ zum aufrechten Gang seiner „nationalen Identität“ befreien müsse.

### Ehrungen
- 1997: Bundesverdienstkreuz am Bande (anlässlich des 70. Geburtstages)
- 2007: Dankesurkunde der Universität Hohenheim für seine hervorragenden Leistungen und langjährige Tätigkeit[21]

## Schriften (Auswahl)
- Das Elend der kritischen Theorie. Rombach, Freiburg 1970.
- Die metaphysische Situation der Zeit. Seewald, Stuttgart 1975.
- Zeitzeichen. Bilanz einer Ära. Seewald, Stuttgart 1977.
- Staatsethos heute – Die Aktualität Preußens. Gesellschaft für Kulturwissenschaft e. V., Bietigheim/Baden 1982.
- Krise der politischen Kultur. v. Hase & Koehler, Mainz 1983.
- Geistige Wende warum. v. Hase & Koehler, Mainz 1984.
- Religion und Politik in der Krise der Moderne. Styria, Graz 1989.
- Der Ernstfall – Die Krise unserer liberalen Republik. Ullstein, Berlin 1994.
- Emanzipation oder Freiheit. Propyläen, Berlin 1995.
- Die Wiederkehr der Geschichte. Gesellschaft für Kulturwissenschaft e. V., Bietigheim/Baden 1995.
- Landwirtschaft in der Ökologie- und Kulturkrise. Gesellschaft für Kulturwissenschaft e. V., Bietigheim/Baden 1996.
- Wer interpretiert die Geschichte – Die Herausforderung der Wertedebatte. Gesellschaft für Kulturwissenschaft e. V., Bietigheim/Baden 1996.
- Christliche Dekadenz in unserer Zeit – Plädoyer für die christliche Vernunft. Gesellschaft für Kulturwissenschaft e. V., Bietigheim/Baden 1996.
- Geistiges Vakuum – Spätfolgen der Kulturrevolution. Gesellschaft für Kulturwissenschaft e. V., Bietigheim/Baden 1997.
- Der Ernstfall auch in Russland – Russische Philosophen diskutieren Günter Rohrmoser. Gesellschaft für Kulturwissenschaft e. V., Bietigheim/Baden 1997.
- Kampf um die Mitte. Der Moderne Konservativismus nach dem Scheitern der Ideologien. Olzog Verlag, München 1999.
- Geistige Wende. Christliches Denken als Fundament des Modernen Konservativismus. Olzog, München 2000.
- Deutschlands Tragödie. Der geistige Weg in den Nationalsozialismus. Olzog, München 2002.
- Konservatives Denken im Kontext der Moderne. Gesellschaft für Kulturwissenschaft e. V., Bietigheim/Baden 2006.
- Kulturrevolution in Deutschland. Philosophische Interpretationen der geistigen Situation unserer Zeit, Resch, Gräfelfing, 2008.
- Glaube und Vernunft am Ausgang der Moderne. Hegel und die Philosophie des Christentums. EOS, St. Ottilien 2009.
- Kann die Moderne das Christentum überleben? Oder Kann die Moderne ohne das Christentum überleben? Logos Editions, Ansbach 2013.
- Höher als alle Vernunft. Die Aktualität der Reformation heute. Logos Editions, Ansbach 2017.